# سنته‌اوزانیوفورکونه‌زه
سنته‌اوزانیوفورکونه‌زه (به ایتالیایی: Sant'Eusanio Forconese) یک کومونه در ایتالیا است که در استان لاکویلا واقع شده‌است. سنته‌اوزانیوفورکونه‌زه ۷٫۹۷ کیلومتر مربع مساحت و ۴۱۳ نفر جمعیت دارد و ۵۹۱ متر بالاتر از سطح دریا واقع شده‌است.